# جولي موراي
جولي موراي (بالإنجليزية: Julie Murray)‏ (28 أبريل 1970 بأديلايد في أستراليا - ) هي لاعبة كرة قدم أسترالية في مركز الهجوم، شاركت في الألعاب الأولمبية الصيفية 2000. وشاركت مع منتخب أستراليا لكرة القدم للسيدات. أما مع النوادي، فقد لعبت مع Fortuna Hjørring ‏ وSan Jose CyberRays ‏.

## وصلات خارجية
- جولي موراي على موقع الاتحاد الدولي (مؤرشف)  (الإنجليزية)
- جولي موراي على موقع قاعدة بيانات كرة القدم.إي يو (الإنجليزية)
- جولي موراي على موقع أوليمبيديا (الإنجليزية)
- جولي موراي على موقع اللجنة الأولمبية الأسترالية (الإنجليزية)